# Oh, Lord! When? How?
Oh Lord! When? How? är en EP som är det första officiella släppet från The Hives. Den släpptes 1996 på Burning Hearts "dotterbolag" Sidekicks.

## Låtlista
1. "You Think You're So Darn Special"
2. "Cellblock"
3. "Some People Know All Too Well How Bad Liquorice, Or Any Candy For That Matter, Can Taste When Having Laid Out In The Sun Too Long - And I Think I Just Ate Too Much"
4. "How Will I Cope With That?"
5. "Bearded Lady"
6. "Let Me Go"